# Prix Eugène-Catalan
Le prix Eugène-Catalan est un prix décerné par l'Académie royale de Belgique tous les cinq ans, à un savant belge ou français (élargi aux ressortissants de l'Union européenne) qui aura fait une avancée importante dans les sciences mathématiques pures. Il a été créé en 1964 en hommage au mathématicien Eugène Catalan.

## Lauréats
- 2015 - 2019 : Antoine Gloria (Université libre de Bruxelles et Sorbonne Université)[1]
- 2010 - 2014 : Pierre Bieliavsky (Université catholique de Louvain)
- 2005 - 2009 : Pierre-Emmanuel Caprace, chercheur du FNRS attaché à l’université catholique de Louvain pour son mémoire Abstract homomorphisms of split Kac-Moody groups et pour de nombreux autres travaux sur la théorie des immeubles et des groupes de Kac-Moody[2].
- 2000 - 2004 : Didier Smets (université Pierre-et-Marie-Curie)
- 1995 - 1999 : Jean-Michel Coron (Université Paris-Sud)[3]
- 1990 - 1994 : Jean-Pierre Tignol (Université catholique de Louvain)
- 1985 - 1989 : Haïm Brezis (Université de Paris VI)[4]
- 1975 - 1979 : Roger Apéry (Université de Caen) [5] «pour sa démontration de l’irrationnalité de {\displaystyle \zeta (3)}, où {\displaystyle \zeta (z)} est la fonction de Riemann».
- 1970 - 1974 : J. Goffar-Lombet (Université de Liège) «pour l’ensemble de ses travaux sur les équations différentielles non linéaires dont l’intégrale générale est à points critiques fixes»[6]
- 1965 - 1969 : Gilbert Crombez (Université de Gand)[7]